# أحمد غانم (منافس ألعاب قوى)
أحمد غانم (بالعربية: أحمد عبد الحليم غانم) هو منافس ألعاب قوى مصري، ولد في 12 يناير 1959 في مدينة الجيزة في مصر.